# 波当根弓彦
波当根 弓彦（はとね ゆみひこ、1977年4月14日 - ）は、鳥取県鳥取市出身の男性プロゴルファー。身長181cm、体重76kg。血液型はB型。

## 略歴
8歳よりゴルフを始める。東京学館浦安高等学校に在学中、1994年全日本高等学校ゴルフ選手権優勝。なお、東京学館浦安高等学校ではプロゴルファーの近藤智弘と同級生。
同志社大学に進学後、大学1回生で1996年日本学生優勝。同志社大学を中退し、1997年プロテスト合格。その年のブリヂストンオープンでツアーデビュー。得意クラブはドライバー。